# مرحله مقدماتی جام جهانی فوتبال ۲۰۱۸ (آفریقا)
مرحله مقدماتی جام جهانی فوتبال ۲۰۱۸ آفریقا با حضور ۵۴ تیم برای انتخاب ۵ تیم برای حضور در جام جهانی فوتبال ۲۰۱۸ از ۷ اکتبر ۲۰۱۵ تا ۶ نوامبر ۲۰۱۷ برگزار میشود.

## تیم‌های راه‌یافته
در زیر، لیست تیم‌های راه‌یافته به مرحله نهایی تورنمنت از طرف آفریقا را مشاهده می‌کنید.
| تیم    | نحوه صعود      | تاریخ صعود     | حضورهای پیشین در مرحله نهایی تورنمنت |
| ------ | -------------- | -------------- | ------------------------------------ |
| نیجریه | تیم اول گروه B | ۷ اکتبر ۲۰۱۷   | ۵ (۱۹۹۴، ۱۹۹۸، ۲۰۰۲، ۲۰۱۰، ۲۰۱۴)     |
| مصر    | تیم اول گروه E | ۸ اکتبر ۲۰۱۷   | ۲ (۱۹۳۴، ۱۹۹۰)                       |
| سنگال  | تیم اول گروه D | ۱۰ نوامبر ۲۰۱۷ | ۱ (۲۰۰۲)                             |
| مراکش  | تیم اول گروه C | ۱۱ نوامبر ۲۰۱۷ | ۴ (۱۹۷۰، ۱۹۸۶، ۱۹۹۴، ۱۹۹۸)           |
| تونس   | تیم اول گروه A | ۱۱ نوامبر ۲۰۱۷ | ۴ (۱۹۷۸، ۱۹۹۸، ۲۰۰۲، ۲۰۰۶)           |